# Altay Bayındır
Altay Bayındır (født 14. april 1998) er en tyrkisk professionel fodboldspiller, som spiller for Premier League-klubben Manchester United og Tyrkiets landshold.

## Klubkarriere

### Ankaragücü
Bayındır begyndte sin karriere hos Ankaragücü, hvor han gjorde sin professionelle debut i 2016. Hans førsteholdsgennembrud kom dog først i 2018-19 sæsonen, hvor han blev etableret som førstevalgsmålmand på holdet.

### Fenerbahçe
Bayındır skiftede i juli 2019 til Fenerbahçe. Han blev med det samme etableret som førstevalgsmålmand, og spillede over de næste fire sæsoner mere end 100 kampe for klubben.

### Manchester United
Bayındır skiftede i september 2023 til Manchester United, og blev hermed den første tyrker til at spille for klubben nogensinde. Han debuterede for United den 28. januar 2024 i en FA Cup-kamp imod Newport County.

## Landsholdskarriere

### Ungdomslandshold
Bayındır har repræsenteret Tyrkiet på flere ungdomsniveauer.

### Seniorlandshold
Bayındır debuterede for Tyrkiets landshold den 27. maj 2021.

## Titler
Ankaragücü
- TFF 2. Lig: 1 (2016-17)

Fenerbahçe
- Tyrkiske Cup: 1 (2022-23)